# شلل الأطفال في باكستان
إن باكستان هي واحدة من الدولتين المتبقيتين  في العالم التي لا يزال يصنف فيها التهاب شلل الأطفال على أنه عدوى فيروسية متوطنة،  الأخرى هي أفغانستان. حتى 30 يونيو 2020، كان هناك 53 حالة موثقة في باكستان في عام 2020، و 146 حالة موثقة في باكستان في عام 2019. بلغ إجمالي عدد حالات الإصابة بفيروس شلل الأطفال البري في باكستان عام 2018 12 حالة.
على الرغم من أن حملة التطعيم ضد شلل الأطفال في البلاد بدأت في عام 1974 ، إلا أن جهود الاستئصال بدأت رسميًا في عام 1994. ولا تزال العدوى متوطنة على الرغم من إجراء أكثر من 100 جولة من التطعيم في العقد الماضي. سجلت باكستان أكبر عدد من حالات شلل الأطفال في العالم في عام 2014.

## جهود الاستئصال في القرن العشرين
بدأ برنامج التطعيم الموسع (EPI) في باكستان من قبل منظمة الصحة العالمية في السبعينيات لمكافحة الوفيات الناجمة عن ستة أمراض يمكن الوقاية منها باللقاحات. في عام 1980، قام برنامج التطعيم الموسع بتطعيم 2٪ فقط من السكان ضد شلل الأطفال. بحلول عام 1990، زادت التغطية إلى 54 ٪. في حديث صحفي عام 1994، تنبأ مسؤولو مراكز مكافحة الأمراض والوقاية منها بالقضاء التام على شلل الأطفال في باكستان في غضون سنتين إلى ثلاث سنوات. وبحلول عام 1995، توقعت منظمة الصحة العالمية الاستئصال الكامل بحلول عام 2000، وهو هدف أكدت عليه المنظمة في عام 1998.
ومع ذلك، على الرغم من اهتمام الجهات المانحة، فقد انخفض معدل اللقاحات. بحلول عام 1991، تم تطعيم 83 بالمائة فقط من الأطفال الباكستانيين. وأشار البحث الذي أجراه مركز السيطرة على الأمراض والوقاية منها(CDC) في أبريل 1998 إلى فشل التطعيم وفشل اللقاح واستراتيجيات التطعيم غير الكافية كأسباب لاستمرار حالات شلل الأطفال في هذا الوقت. وشملت أسباب نقص التطعيم عدم اطلاع السكان، واعتبار التطعيم غير مهم، واضطرارهم إلى السفر لمسافات طويلة إلى مواقع التطعيم. واستجابة لهذه التحديات، اجتمعت المنظمات، بما في ذلك منظمة الصحة العالمية ومنظمة الأمم المتحدة للطفولة (اليونيسيف)، ومراكز مكافحة الأمراض والوقاية منها، ومنظمة الروتاري الدولية، ومؤسسة بيل ومليندا غيتس، لتطوير وتمويل حملات استئصال مكثفة، بما في ذلك التطعيمات من الباب إلى الباب.

## القرن الواحد والعشرين
في مارس 2001، تم تطعيم حوالي 27 مليون طفل في جميع أنحاء البلاد على أمل أن تصبح باكستان خالية من الفيروسات بحلول نهاية ذلك العام. اعتبارًا من عام 2004، عندما كان هناك 30 مليون طفل في باكستان تحت سن الخامسة، كان هناك حاجة إلى حوالي 200.000 عامل في مجال الصحة من أجل حملة التطعيم التي تم إجراؤها ثماني مرات في السنة. تم بث فيلم وثائقي بعنوان «قصص شلل الأطفال الحقيقية» على عدة قنوات تلفزيونية لتوعية الناس بالمشاكل التي تواجه الأشخاص المتضررين من المرض.
ولا تزال معارضة برنامج التطعيم ضد شلل الأطفال من قبل الجماعات المتشددة تحبط نجاح جهود الاستئصال. في عام 2014، بلغ عدد حالات شلل الأطفال 306، وهو أعلى مستوى منذ عام 2000.
في أغسطس 2015، أطلقت الدولة لقاحًا ضد شلل الأطفال عن طريق الحقن يهدف إلى علاج أربعة ملايين طفل وتقريب باكستان من هدف القضاء عليها بحلول عام 2016. في حين أن اللقاح الجديد أغلى من لقاح شلل الأطفال الفموي التقليدي (OPV) ويتطلب من الطبيب أو الممرضة إعطائه، فإن الحقن يحتاج إلى جرعة واحدة فقط، وليس جرعات متكررة، لتوليد مناعة.

### ارتباط باغتيال أسامة بن لادن
منذ أوائل العقد الأول من القرن الحادي والعشرين، حقق عمال التلقيح الباكستانيون تقدمًا ملحوظًا في القضاء على فيروس شلل الأطفال في المناطق شديدة العدوى في مناطق جاداب وحي كويتا (أحياء كويتا، بيشين، كيلا عبد الله)، وفاتا (المناطق القبلية الخاضعة للإدارة الفيدرالية) وخيبر بختونخوا، بيشاور والمناطق المجاورة: مردان، وتشارسادا، ونوشره، ولاكي مروات.
في عام 2011، استخدمت وكالة المخابرات المركزية الأمريكية (CIA) خدمات الطبيب الباكستاني شاكيل أفريدي ومسؤولين صحيين محليين لتنظيم حملة تلقيح وهمية في محاولة لتأكيد موقع أسامة بن لادن في أبوت آباد.تم تنظيم هذه الخدعة في محاولة لاكتساب مزيد من المعرفة حول مكان بن لادن قبل عملية نبتون سبير. في حين أنه لا يزال من غير المعروف ما إذا كان أفريدي مدركًا للآثار المترتبة على خدماته في الحملة، إلا أن الهدف الرئيسي لوكالة المخابرات المركزية كان جمع عينات من الحمض النووي لأطفال أسامة بن لادن من الدم المتبقي على الإبر المستخدمة لتقديم لقاح التهاب الكبد ب.
لقد كان لحملة التطعيم المزيفة التي قامت بها وكالة المخابرات المركزية (CIA) آثار دائمة شديدة على الركن الشمالي الغربي من باكستان. منذ عام 2012، قُتل ما لا يقل عن 70 عاملاً في مجال شلل الأطفال في باكستان. وقد أعلنت حركة طالبان العديد من الهجمات، التي زعمت أن حملات التطعيم واجهة لجمع المعلومات الاستخبارية. حملت حملة التهاب الكبد ب المزيفة الناس على التشكيك في الدوافع وراء جميع حملات التطعيم، مما أدى إلى ارتفاع حالات شلل الأطفال من 198 في عام 2011 إلى 306 حالات في عام 2014. وانتقد العديد من المواطنين من كل من الولايات المتحدة والعديد من الدول الأخرى حملة التطعيم لوكالة المخابرات المركزية. للآثار التي كان لها على الصحة العامة في باكستان.

### الجهود الحكومية الأخيرة
في عام 2015، أصدرت حكومة خيبر بختونخوا أوامر اعتقال بحق 1200 من الآباء والأوصياء لرفضهم إعطاء اللقاح لأطفالهم. تم إلقاء القبض على 512 شخصًا بهذه التهمة، ولكن تم إطلاق سراحهم في وقت لاحق بعد التوقيع على تعهد بعدم معارضة التطعيم.
بحلول عام 2015، انخفضت حالات شلل الأطفال الجديدة بنسبة 70٪ مقارنةً بعام 2014، بسبب زيادة التطعيم في أجزاء من شمال غرب باكستان التي كانت تحت سيطرة المسلحين. وقد تم تأمين هذه المناطق من قبل القوات الباكستانية في مخيم زراب العزب ضد مقاتلي طالبان. حيث سابقا، كان المسلحون يمنعون فرق التطعيم من تطعيم الأطفال في المنطقة.

## العوامل المؤثرة على الاستئصال
بعض الأسباب التي تؤثر على استئصال شلل الأطفال هي الاضطرابات السياسية وضعف البنية التحتية الصحية وإهمال الحكومة. أكثر المناطق المتضررة هي تلك التي يوجد فيها المقاتلون وتفتقر الحكومة إلى السيطرة المطلقة، مثل المناطق القبلية الخاضعة للإدارة الفدرالية. ثم يؤدي انتقال الفيروس من هذه المناطق إلى الانتشار عبر أجزاء أخرى من البلاد.

### حملات التضليل
بسبب حقيقة أن اللقاحات يتم إنتاجها بشكل أساسي في الدول الغربية، فإن الجماعات المتشددة مثل حركة طالبان باكستان تنشر أنها مصنوعة من دهون الخنازير أو تحتوي على الكحول، وهما شيئان ممنوعان في الإسلام. كما استنكر بعض رجال الدين اللقاحات. هناك أيضًا أسطورة سائدة في العديد من المناطق ذات معدلات معرفة القراءة والكتابة المنخفضة تفيد أن التطعيم يسبب عقم للسكان المحليين.
في أوائل عام 2012، أفيد أن بعض الآباء رفضوا تطعيم أطفالهم في خيبر بختونخوا والمناطق القبلية الخاضعة للإدارة الاتحادية على أسس دينية، لكن الرفض الديني بشكل عام في بقية البلاد قد «انخفض أضعاف».
يدعم الجانبان الرئيسيان من الحرب الأهلية الأفغانية الآن التطعيم ضد شلل الأطفال ، وتنخفض معدلات شلل الأطفال بسرعة في أفغانستان، مع سبع حالات فقط في عام 2015 (اعتبارًا من 18 أغسطس 2015). في باكستان، كانت هناك 29 حالة في نفس الفترة ، مع صعوبات تنظيمية في إبطاء التطعيم  ، ولكن تم تطعيم أكثر من عشرة ملايين طفل في عام 2015. هذه هي المنطقة الأخيرة المتبقية مع حالات شلل الأطفال النشطة اعتبارًا من عام 2015.

### الدور المحتمل للمملكة العربية السعودية
يشير بعض الباحثين إلى الدور الفريد الذي يمكن أن تلعبه المملكة العربية السعودية في شؤون باكستان ذات الأغلبية المسلمة، سواء كموقع للحج الإسلامي السنوي ومقر للسلطة الإسلامية الرسمية، من حيث القدرة على تمرير الفتاوى وتشكيل الرأي العام. بالنظر إلى أن أكثر من 10٪ (200,000) من الحجاج باكستانيون، فإن المملكة العربية السعودية لديها مصلحة راسخة في حملات الاستئصال في باكستان لمنع انتشارها أثناء الحج. أحد السبل الممكنة للعالم الإسلامي للقضاء على تهديد شلل الأطفال هو جعل المساجد المحلية والمراكز المجتمعية تعزز التطعيم، مع التأكيد على أن قدسية الحياة في المقام الأول في الإسلام. إذا دعمتها المنظمات الإسلامية الوطنية والدولية، بمساعدة وكالات الصحة العالمية وعلماء الصحة العامة المسلمين، فإن هذه السياسة يمكن أن تقلل من حجم المعلومات الخاطئة التي تستطيع طالبان نشرها.

### البنية التحتية الصحية السيئة
يعاني نظام الرعاية الصحية في باكستان من عبء التمويل الرديء من القطاع العام، والقطاع الخاص غير الخاضع للتنظيم، والافتقار إلى الشفافية الحكومية، وكل ذلك يساهم في الحد من جودة خدمات الصحة العامة. على الرغم من أن مبادرة استئصال شلل الأطفال ممولة جيدًا، إلا أنها تقدم من خلال البنية التحتية العامة غير الممولة. كما أعرب أعضاء لجنة استئصال شلل الأطفال في باكستان عن مخاوفهم بشأن مساءلة المنظمات الداعمة للحملة.
منذ أن بدأ عدد الحالات في الارتفاع بعد الغارة على مجمع أسامة بن لادن، كانت المنظمات بما في ذلك السلطات الصحية المحلية والعاملين الحكوميين ومنظمة الصحة العالمية واليونيسف تؤكد اللوم بدلاً من معالجة قضايا الصحة العامة التي في متناول اليد. يوفر نظام الصحة العامة سبلاً مختلفة لسوء التصرف المؤسسي، حيث يتم ترشيح الموارد. وسوء سلوك الموظفين أمر شائع، حيث يظل الموظفون غائبين عن العمل، ويفشلون في إدارة العمليات الميدانية، ويحولون اللقاح لاستخدامه في المرافق الخاصة. يمكن أن يؤدي هذا إلى مصادرة التكاليف بالخدمات التي تهدف إلى أن تكون مجانية.

### مناخ
يُعد انتقال البراز عن طريق الفم هو المصدر الأكثر شيوعًا لانتقال فيروس شلل الأطفال في البلدان النامية، بما في ذلك باكستان. بالإضافة إلى سوء البنية التحتية الصحية والصحية للمياه، فإن انتقال الفيروس يزداد أيضًا بسبب الكثافة السكانية العالية والظروف المناخية. وقد أشارت الدراسات إلى أن لقاح شلل الأطفال قلل من فعالية الجرعة في المناطق القريبة من المناطق المدارية، بما في ذلك باكستان والدول المجاورة لها الهند. نتيجة للمناخ في جنوب آسيا، في بعض الأحيان تحتاج إلى إعطاء 10 جرعات أو أكثر من اللقاح، كل شهر على حدة، من أجل ضمان المناعة. يمكن أن يكون التباعد الذي يستغرق شهرًا في حد ذاته سببًا لعدم قيام العائلات بإكمال جدول التطعيم، لأن النقل قد يكون غير موثوق به من شهر لآخر، وقد لا يتمكن الآباء من أخذ إجازة من العمل لخطر فقدان دخل اليوم أو فقدانهم العمل كليا.
كما يلعب خطر الكوارث الطبيعية دورًا في تأخير الاستئصال الكامل لشلل الأطفال. على سبيل المثال، باكستان عرضة للزلازل والأمطار الموسمية الغزيرة. في فيضانات باكستان عام 2010 ، من بين 20 مليون شخص متضرر، كانت الغالبية في أدنى نسبة مئوية اجتماعية واقتصادية. بالإضافة إلى حالات حمى الضنك والكوليرا والحصبة، أفادت منظمة الصحة العالمية عن ارتفاع في حالات شلل الأطفال. بحلول نوفمبر 2010، شكلت باكستان حوالي 62 ٪ من جميع حالات شلل الأطفال من البلدان الموبوءة، ومعظم الحالات الجديدة من المناطق المتضررة من الفيضانات.

### تصورات الآباء الباكستانيين
سبب آخر لمقاومة لقاح شلل الأطفال هو العقلية. هناك اعتقاد شائع بأن القضايا الأخرى أكثر إلحاحًا من التطعيم.أحد مظاهر ذلك هو منظور السياسة، أنه إذا كان مصدر الفيروس ملوثًا بمياه الشرب، فيجب بذل الجهود لتنقية المياه بدلاً من التركيز على علاج الأمراض التي يسببها تناول المياه. تظهر الدراسات الاستقصائية للسكان الباكستانيين أن عددًا كبيرًا يشعر أن تخصيص التمويل لمنع المشكلة أكثر كفاءة من العلاج بأثر رجعي بمجرد حدوث المشكلة (انتشار شلل الأطفال) بالفعل.
بالإضافة إلى ذلك، فقد ثبت أن انخفاض معرفة القراءة والكتابة لدى الوالدين - على وجه التحديد - الأمهات والمعرفة بشأن اللقاحات وجداول التحصين، والوضع الاجتماعي والاقتصادي الضعيف، والإقامة في المناطق الريفية يُعزى جميعها إلى انخفاض معدلات إتمام التطعيم. يعد تثقيف الوالدين أحد أهم المحددات فيما إذا كان الأطفال سيكملون لقاحاتهم.في دراسة أجريت على الأسر ذات الوالدين في باكستان، تبين أن معرفة الأب بشأن الصحة الأكثر تأثيرًا على قرارات التطعيم، مع تأثير كبير لدرجة أن بعض الباحثين يؤكدون أن تحسين التعليم سيحسن الصحة أكثر من حتى توفير الخدمات الصحية.

### عوامل أخرى
يعد سوء التغذية المنتشر في الأطفال الباكستانيين عاملاً في انخفاض مقاومة الأمراض المعوقة وتقليل فعالية لقاح شلل الأطفال.
يُزعم أنه في عام 2019 كانت هناك «عشرات» حالات من سلالة P2 الأكثر خطورة من سوء إدارة اللقاح.

## تأثير شلل الأطفال في باكستان
كان لشلل الأطفال تأثيرات شديدة على صحة السكان في باكستان وعلى البنية التحتية للرعاية الصحية والاقتصاد في البلاد.تقدر منظمة الصحة العالمية أن 65-75٪ من حالات شلل الأطفال في البلدان النامية تحدث في الأطفال دون سن 3 سنوات، 95٪ من جميع الحالات تحدث في الأطفال تحت سن 5 سنوات. قام الباحثون في كلية الصحة العامة بجامعة جونز هوبكنز بتحديد حجم عبء الأمراض المختلفة في باكستان. في عام 1990، بلغ متوسط عمر الشخص الباكستاني المصاب بشلل الأطفال 1.13 سنة صحية. وبلغت مدة إعاقة شلل الأطفال أكثر من 1000 شخص، 81.84 سنة، وهو ما يعادل أمراضًا مثل الدفتيريا والتهاب السحايا لدى الأطفال والحصبة.
كانت هناك أبحاث محدودة حول تأثيرات شلل الأطفال في باكستان في السنوات الأخيرة، لكن المسح الصحي لعام 1988 وجد أن أكثر العوائق شيوعًا بين المصابين بشلل الأطفال كانت مرتبطة بالحركة، والوظيفة، والاندماج الاجتماعي. وجد المسح اختلافات في المشاركين بناءً على ما إذا كانوا يعيشون في قرية أو منطقة عشوائية: كان هناك معدل أعلى من الإعاقة في سكان القرية، وتواتر أعلى للأمراض المعدية والجهاز التنفسي والجهاز الهضمي في منطقة الأحياء الفقيرة.شهد كلا المنطقتين أن ضحايا شلل الأطفال يعانون من ارتفاع معدل الإصابة بأمراض الجهاز العضلي الهيكلي، وكذلك التهابات الأذن والجهاز التنفسي. بالنظر إلى 1-2 سنوات مع المعالجين المهنيين، أظهر 80 ٪ من المرضى الذين يعانون من إعاقات تحسن في الوظيفة.